# ایر مالتا
ایر مالتا هواپیمایی ملی کشور مالت است. مقر این هواپیمایی شهر لاکا است.